# 潘尼瓦
潘尼瓦（英語：Puneet Agrawal，1974年5月11日—），印度外交官，曾任印度驻香港和澳门总领事。

## 經歷
潘尼瓦生於1974年5月11日。他擁有印度理工學院德里校區的電氣工程學技術學士文憑。
1997年進入印度外事服務部，選擇德語作爲外語。他參加的外交任务包括在柏林（1999年至2002年）、廷布（2005年至2009年）和维也纳（2009年至2013年）工作。在出任駐港澳總領事之前，他是印度外交部联合国和东南亚事务联秘。他还曾在外交部担任过多种职务，处理与西欧相关事务（2002年至2005年），以及处理孟加拉国、斯里兰卡和缅甸（BSM）事务（2013年至2014年）。
2016年7月28日至2019年1月，擔任印度駐香港和澳門總領事。7月29日，中华人民共和国外交部驻港特派员宋哲会见潘尼瓦并颁发领事证书。2017年3月7日，外交部驻澳门公署特派员叶大波会见潘尼瓦。

## 個人生活
已婚，育有一子一女。